# Great North Road (Australien)

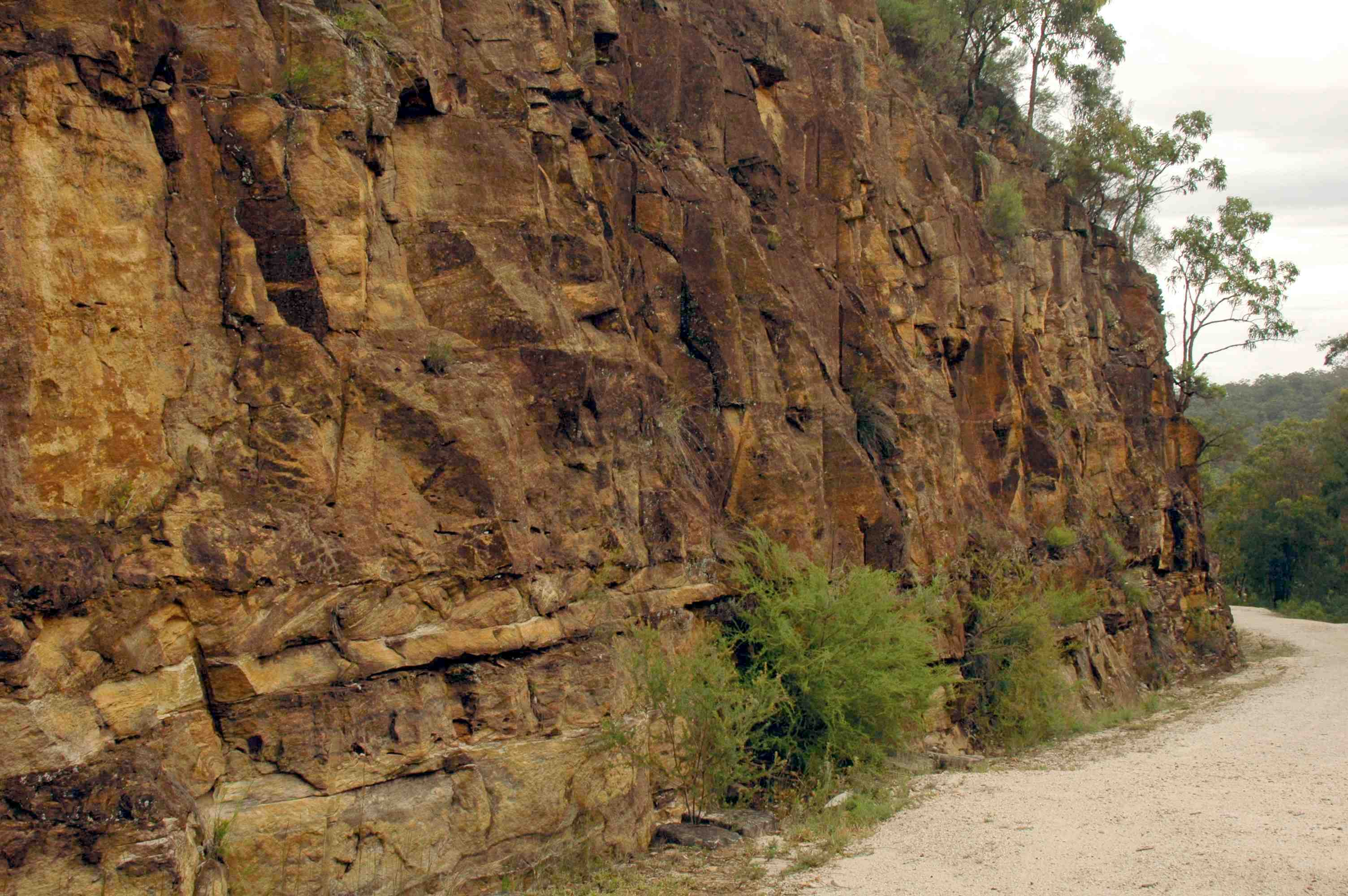

Die Great North Road ist eine historische Straße im Bundesstaat New South Wales in Australien, die von Sträflingen der Sträflingskolonie Australien zwischen 1825 und 1836 erbaut wurde. Die 260 Kilometer lange Straße war die erste, die Sydney mit dem Hunter Valley verband. Ein Teil der Old Great North Road wurde in die Australian National Heritage List und ins UNESCO-Welterbe aufgenommen.

## Geschichte
Mit der Verlegung der Strafkolonie in Newcastle nach Port Macquarie im Jahre 1821 wurde das Gebiet um Newcastle mitsamt dem Hunter Valley für freie Siedler zugänglich. Der einzige Zugang war zunächst der Seeweg. Mit dem Bau der Great North Road – vergleichbar mit dem Bau der Great West Road (dem heutigen Great Western Highway) über die Blue Mountains – sollte die Anfahrtsdauer verkürzt, ökonomischer und ungefährlicher werden.
Bereits seit 1800 versuchten verschiedene Entdecker zumeist mit Hilfe von Aborigines, einen Weg durch das bergige und unwegsame Gelände zu finden. Zu diesen gehörten unter anderem Benjamin Singleton, nachdem die heutige Stadt Singleton benannt ist, John Marquet Blaxland, Neffe des Blue-Mountains-Pionier Gregory Blaxland, und Heneage Finch, der vor allem von den umfangreichen Erkundungen des Farmers John Howe profitierend die beinah endgültige Route der Great North Road festlegte.
Als der Bau 1828 begann, war Ralph Darling Gouverneur von New South Wales; treibende Kraft war wohl der neue Surveyor General Thomas Mitchell, der dem plötzlich verstorbenen Entdecker John Oxley nachgefolgt war.
Die Arbeiten begannen zunächst mit 67 Strafgefangenen, die sich in der Sträflingskolonie in Sydney strafbar gemacht hatten. Sie wurden zum Teil mit Fuß-Hals-Ketten ausgestattet. Insgesamt etwa 720 Sträflinge arbeiteten daran, einen Weg durch den Busch zu schlagen, Fels im Wegebau zu entfernen und zu bearbeiten sowie Mauern und Brücken zu errichten. Die Qualität der Steinbearbeitung schwankt entsprechend den Anforderungen: Es gibt Bereiche, in denen der Stein lediglich grob gehauen ist, während andere Teile, insbesondere Brücken, eine hohe technische und handwerkliche Fertigkeit aufweisen. Anhand von Bohrlöchern im festen Fels ist erkennbar, dass diese händisch eingeschlagen, mit Sprengstoff gefüllt und zur Explosion gebracht wurden. Dabei wurde der Sandstein, der der Trassenführung im Wege stand, beseitigt. Ferner wurden Entwässerungskanäle an den Straßenseiten in den anstehenden Sandstein geschlagen oder mit Sandsteinquadern angelegt.
1836 war der Bau vollendet. Die Great North Road wurde aus verschiedenen Gründen nie populär: Zum einen gab es entlang der Route wenige permanente Wasserstellen, und es lagen keine Ortschaften entlang der Straße. Zum anderen hatten Dampfschiffe ab 1832 die Route zwischen Sydney und Newcastle übernommen, so dass der Seeweg attraktiver wurde. Schließlich wurden auch andere Routen gefunden, unter anderem eine, die dem heutigen Pacific Highway entspricht.

## Route
Die Great North Road begann an der Parramatta Road im Abschnitt des heutigen Stadtteils Five Dock. Sie führt durch Ryde und Dural, bis sie den Hawkesbury River bei Wisemans Ferry erreicht. Sie windet sich durch die menschenleere und zerfurchte Wildnis am Rand des Dharug-Nationalparks und erreicht über Bucketty Wollombi. Dort gabelt sich der Weg: Einer führt nach Singleton via Broke und der andere über Cessnock, Maitland nach Newcastle.
Heute sind die ersten Kilometer der Great North Road von Five Dock bis zum Parramatta River im Stadtteil Abbotsford immer noch Great North Road benannt. Bis zum Hawkesbury River ist die Route heute asphaltiert und nur wenige Hinweise auf die Vergangenheit sind erhalten geblieben. Nördlich des Hawkesbury Rivers ist der größte Anteil im Ursprungszustand und für den Straßenverkehr gesperrt.

## Denkmalschutz
Die Gemeinden von Bucketty und Wollombi gründeten das Convict Trail Project in den 1990er Jahren mit dem Ziel, die Straße als Museum für die Baukunst der Sträflinge wiederherzustellen, zu erhalten und der Öffentlichkeit zugänglich zu machen. Die originalen Abschnitte haben einen Einblick in die frühen Straßenbautechniken der Kolonie New South Wales ermöglicht und zeigen, wie englische Technik eingeführt und angepasst wurde.
Am 1. August 2007 wurde die Great North Road in die Australian National Heritage List aufgenommen als ein „national bedeutsames Beispiel einer durch die Arbeitskraft von Strafgefangenen errichteten wichtigen öffentlichen Infrastruktur“.
Im Juli 2010 wurde ein 7,5 Kilometer langer Abschnitt der Great North Road gemeinsam mit zehn anderen Stellen als Australian Convict Sites zum  Weltkulturerbe ernannt, da es sich „um die am besten erhaltenen Beispiele der großangelegten Gefangenentransporte und koloniale Expansion durch die Anwesenheit und Arbeitskraft von Verurteilten“ handelt. Der unter Schutz des Welterbes stehende Abschnitt liegt im Norden Sydneys, nördlich des Hawkesbury Rivers nahe Wiseman's Ferry: Dieser befindet sich in demjenigen Teil des Dharug-Nationalparks, der nördlich an den Yengo-Nationalpark angrenzt. Von den elf Orten liegen die Hyde Park Barracks, die Cockatoo Island und das Old Government House ebenfalls in Sydney.

## Bilder

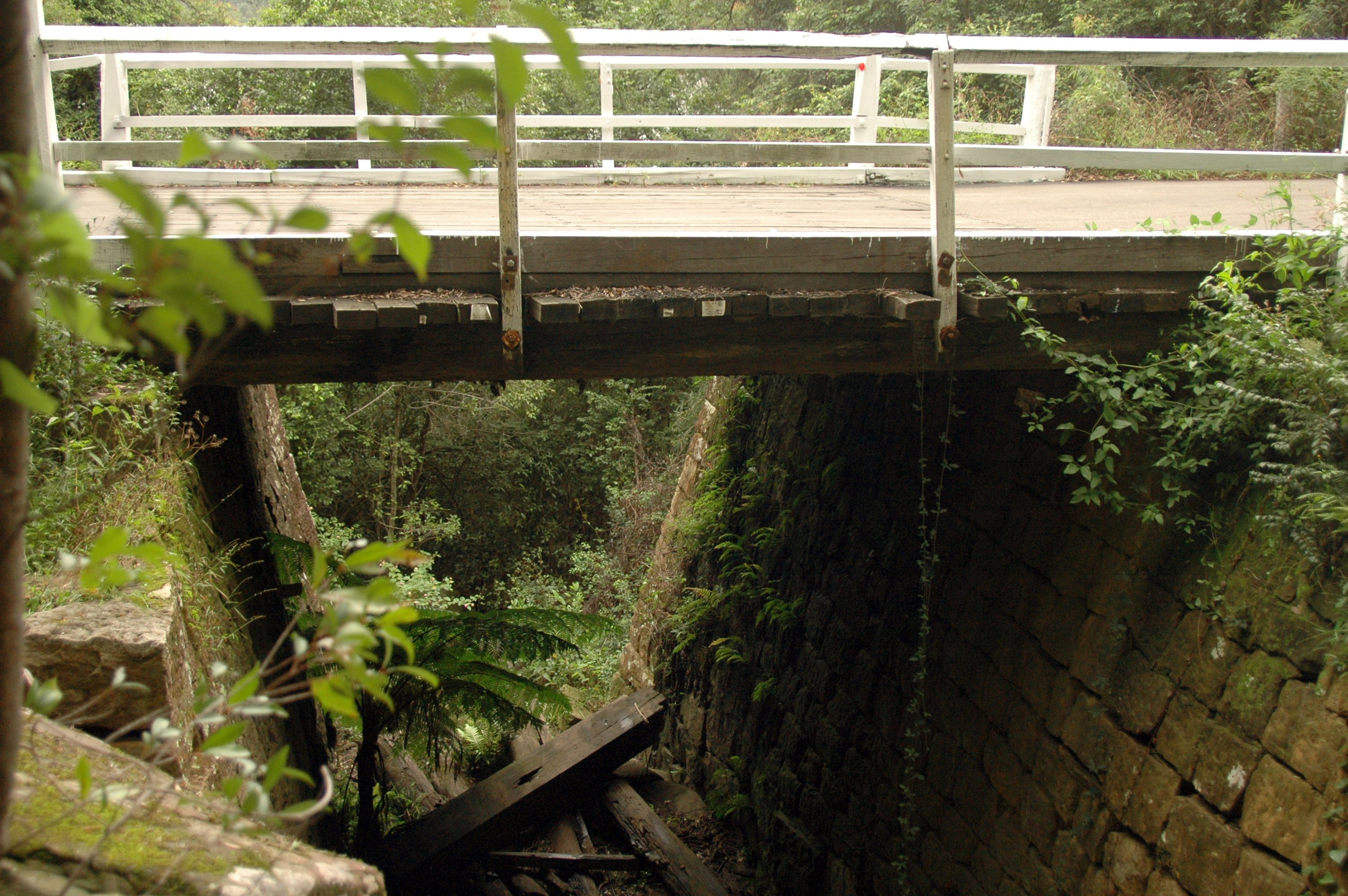
Thomas James Bridge bei Wiseman's Ferry, die älteste Brücke auf der Hauptlandmasse Australiens, die immer noch für den Verkehr geöffnet ist.
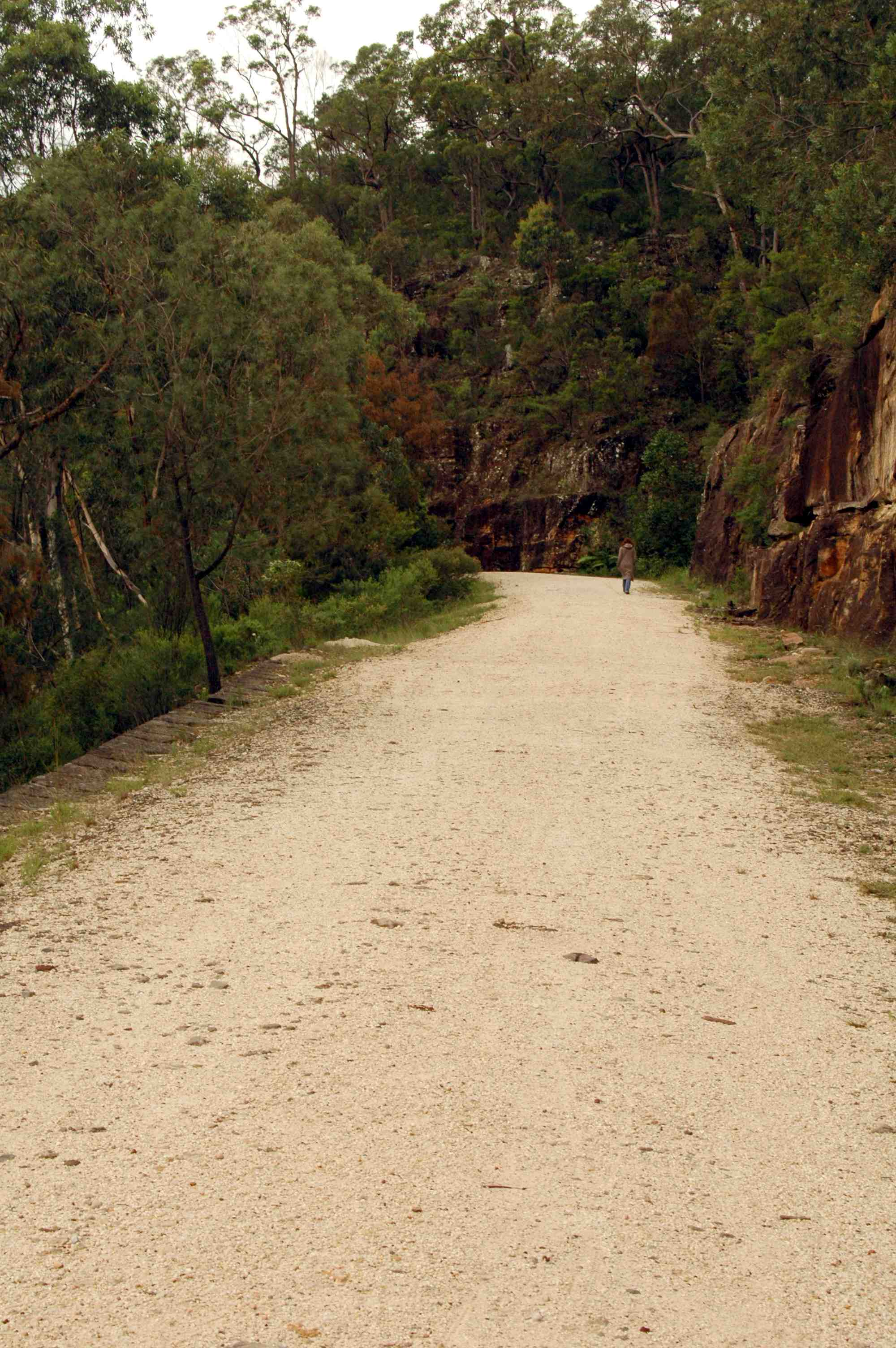
Devines Hill
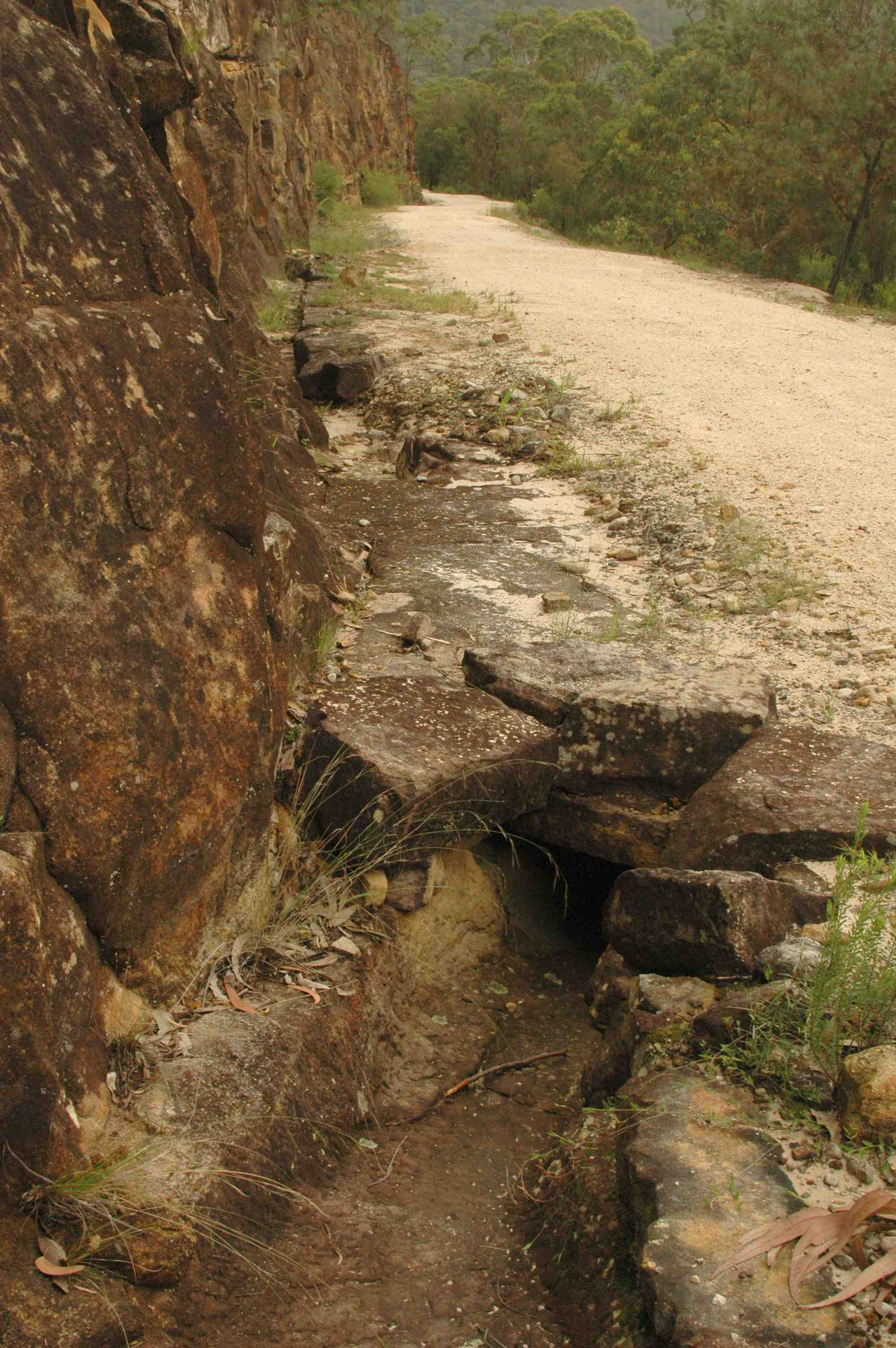
Wegführung durch Felsgestein